# 加百列·浦羅哥菲夫
加百列·浦羅哥菲夫（英語：Gabriel Prokofiev；1975年1月6日—），當代英國作曲家，並且身兼夜總會老闆及唱片騎師、唱片品牌“Nonclassical”的創辦人兼監製，他亦是蘇聯作曲家謝爾蓋·浦羅哥菲夫之孫。現時定居於倫敦。

## 生平
加百列的父親，亦即是謝爾蓋的兒子奧力·浦羅哥菲夫與第二任妻子所生的。奧力於1970年代從蘇聯來到英國，出席他第一任妻子的葬禮（他的第一任妻子英國人）。後來奧力在列斯大學擔任研究員，並認識了第二任妻子，亦即是加百列的生母。1975年，加百列於格林威治出生，他從小起便受父母的影響而學習音樂，並先後於伯明翰大學及約克大學修讀音樂，取得碩士資格。在學期間，加百列對電子音樂及流行音樂較為熱衷，畢業後便開始自己的錄音工作室，並以創作電子音樂為主。2003年，後他成立了Nonclassical公司後，才開始創作古典音樂作品，但他卻強調他的音樂並不走「嚴肅音樂」風格，因此在他的作品中，往往亦加入了不少流行音樂、的士高等的元素在內。

## 作品列表
- 3首絃樂四重奏（2003，2006，2010）
- 3首協奏曲：

- 唱盤與樂隊的協奏曲（2006），該作品於2011年的逍遙音樂會中演出，成為他第一首能在逍遙音樂會中演奏的作品。
- 大鼓與樂隊的協奏曲（2012），世界上第一首為大鼓獨奏而寫成的協奏曲。
- 第1號大提琴協奏曲（2013）

- 敲擊樂作品《入口/出口》（2008）
- 《鋼琴琴書第1冊》，共11首。（2009）
- 管絃樂《青少年組曲》
- 多首室樂及獨奏作品
- 多首電影音樂及劇樂：

- 默劇《豬小徑》配樂（2008）
- 迷你歌劇《孤獨的巨人》（2009）
- 電影《米里奧大街》配樂（2011）
- 芭蕾舞劇《仲夏夜之夢》－「冬夜的夢」（2011）
- 劇場音樂《根比大宅的幽靈》（2012）
- 芭蕾舞樂《咆哮》（2013）

## 外部連結
- 個人官方網頁（页面存档备份，存于）
- 樂譜出版商 Faber Music 網頁中的個人簡介。（页面存档备份，存于）
- 加百列·浦羅哥菲夫在互联网电影资料库（IMDb）上的資料（英文）